# Birgit Plescher
Birgit Maria Schlung, coniugata Plescher (Wasserlos, 2 aprile 1966), è un'ex cestista tedesca.

## Carriera
Con la Germania ha disputato i Campionati europei del 1995.